# تيم كوارترمان
تيم كوارترمان (بالإنجليزية: Tim Quarterman)‏ مواليد 27 أكتوبر 1994 في سافانا، هو لاعب كرة سلة أمريكي. بدأ مسيرته الاحترافية في سنة 2016. يلعب مع بورتلاند ترايل بلايزرز في الرابطة الوطنية لكرة السلة كلاعب هجوم خلفي. يحمل الرقم 55. يبلغ طوله 6 قدم 6 بوصة (2.0 م). لعب كرة السلة الجامعية في جامعة ولاية لويزيانا.

## إحصائيات المسيرة

### الموسم الاعتيادي
| السنة   | الفريق                 | لعب | بدأ | دقيقة | ميداني% | ثلاثية | حرة  | ارتداد | صنع | استلاب | تصدي | نقطة |
| ------- | ---------------------- | --- | --- | ----- | ------- | ------ | ---- | ------ | --- | ------ | ---- | ---- |
| 2016–17 | بورتلاند ترايل بلايزرز | 16  | 0   | 5.0   | .448    | .385   | .000 | .9     | .7  | .1     | .2   | 1.9  |
| المسيرة | المسيرة                | 16  | 0   | 5.0   | .448    | .385   | .000 | .9     | .7  | .1     | .2   | 1.9  |

### الأدوار الإقصائية
| السنة   | الفريق                 | لعب | بدأ | دقيقة | ميداني% | ثلاثية | حرة  | ارتداد | صنع | استلاب | تصدي | نقطة |
| ------- | ---------------------- | --- | --- | ----- | ------- | ------ | ---- | ------ | --- | ------ | ---- | ---- |
| 2017    | بورتلاند ترايل بلايزرز | 2   | 0   | 3.5   | .500    | .500   | .000 | .0     | .5  | .0     | .0   | 1.5  |
| المسيرة | المسيرة                | 2   | 0   | 3.5   | .500    | .500   | .000 | .0     | .5  | .0     | .0   | 1.5  |

## روابط خارجية
- تيم كوارترمان على موقع إن بي أي (الإنجليزية)
- تيم كوارترمان على موقع سبورتس رفرنس (الإنجليزية)
- تيم كوارترمان على موقع كرة السلة الأوروبية.كوم (الإنجليزية)
- تيم كوارترمان على موقع DraftExpress.com (الإنجليزية)
- تيم كوارترمان على موقع إي إس بي إن.كوم (الإنجليزية)
- تيم كوارترمان على موقع كلية كرة السلة في سبورتس رفرنس.كوم (الإنجليزية)
- تيم كوارترمان على موقع ريلجم (الإنجليزية)
- تيم كوارترمان على موقع بروبوليرز (الإنجليزية)
- تيم كوارترمان على موقع سبورتس رفرنس (الإنجليزية)